# Nyandeni
Nyandeni (officieel Nyandeni Local Municipality) is een gemeente in het Zuid-Afrikaanse district O.R. Tambo.
Nyandeni ligt in de provincie Oost-Kaap en telt 290.390 inwoners. Het gemeentebestuur is in Libode gevestigd.

## Hoofdplaatsen
Het nationaal instituut voor de statistiek, Stats SA, deelt sinds de census 2011 deze gemeente in in 336 zogenaamde hoofdplaatsen (main place):
Bandla • Bhantini A • Bhantini B • Bholotwa • Bhucula • Bomvane • Bomvini • Bovini • Buthongweni • Canzibe • Ceka • Chibini • Chophetyeni • Cibeni • Corana • Coranlay • Cumngce • Cwele • Dalaguba • Dangwana • Detyana • Didi • Dikela • Dikeni • Dininkosi • Dokodela • Dontsa • Dumasi • Dungu • eChibini • Edangeni • eGoli • eGoso • Ekukhwezeni • Ekulambeni • Emakhuzeni • eMasameni • eMboleni • eMhlanga • Emnyameni • eMpangala • eNgojini • eNtshingeni • Esiqikini • eSitshayelweni • Eskweleni • eZinduneni • Ezinkozweni • Gangeni • Gazini • Gesi • Godini • Goli • Gongo • Gonothi • Gqeza • Gqwarhu • Gunyeni • Guqa • Gwali • Gxeni • Gxulu • Hamsini • Hhakaneni • Hluleka • Jamani • Jizweni 5 • Jovu • Kateni • Kepe • Khonjwayo • Khukwini • Khuleka • Komkulu • Kulambeni • KuMandeni • KwaBomvana • KwaBungu • Kwachum • KwaDarana • KwaDontsa • KwaJange • Kwakombe • KwaLukuni • KwaMadwatyana • KwaMatati • KwaMathayi • KwaMatumbu • KwaMcapati • KwaMhlongwana • KwaMkwamde • KwaMxhosa • KwaNgolo • KwaNtshele • KwaPalo • KwaSompa • KwaXutidwele • KwaZele • KwaZinja • KwaZulu • Langakazi • Langeni • Libode • Limdaka • Lotana • Lower Godini • Lubanzi • Lucingweni • Ludaka • Ludeke • Lujecweni • Lujizweni • Lukhanyisweni • Lurasini • Lutsheko • Lutubeni • Lwandile • Lwandlane • Mabetshe • Mabheleni • Madoloni • Mafusini • Magcakeni • Magcakini • Mageza • Magozeni • Mahane • Mahobeni • Mahoyana • Makhuzeni • Makhwethubeni • Makotyana • Malungeni • Mambethu • Mamfengwini • Mamolweni • Mampondomiseni • Mandileni • Mandleni • Mandlovini • Mandulwini • Mangcwanguleni • Mangwaneni • Mankozi • Mantanjeni • Manxiweni • Manzimabi • Manzimahle • Mapalo • Mapapeli • Mapulazini • Maqabeni • Maqanyeni • Maqebevu • Maqingeni • Mareweni • Marubeni • Masameni • Masameni B • Matanzima • Mayalweni • Mazizini • Mazulu • Mbangisweni • Mbhojweni • Mbiza • Mboleni • Mbombenkukhu • Mchonco • Mcubakazi • Mdeni • Mdikane • Mdina • Mdlakathweni • Mdlankomo • Mdoni • Mdumazulu • Meyana • Mfabantu • Mgazi • Mhlabeni • Mhlahlane • Mhlakotshane • Mhlanganisweni • Misty Mount • Mjaliswa • Mjobeni • Mkankato • Mkhohlombeni • Mlomo • Mncane • Mnceleni • Mngamnye • Mngazana • Mngcibe • Mnqwangqweni • Mntsholobeni • Mnyama • Mpangeni • Mpendle • Mphutshane • Mpimbo • Mpindweni • Mposana • Mpotini • Mpumdweni • Mqunga • Mqwanqweni • Mseleni • Msitsini • Mtakatyi • Mthombetsitsa • Mthondela • Mthonjana • Mtokwane • Mtombe • Mtyu • Mvili • Mzonyane • Nayval • Ncambedlana • Ncedane • Ncithwa • Ncukaba • Ncumbe • Ndasana • Ndaya • Ndayini • Ndimakude • Ndindimeni • Nduli • Nduna • Ndungunyeni • New Rest • Ngavu-Ngavu • Ngcobo • Ngcolorha • Ngcongco • Ngcoya • Ngidini • Ngobozi • Ngolo • Ngongqeleni • Ngqeleni • Ngqwayi • Ngunjini • Ngwenyeni • Ngxanga • Ngxokweni • Njezeni • Njivene • Njiveni • Nkanga • Nkantini • Nkanunu • Nkawukazi • Nkhwityini • Nkonkoni • Nkumandeni • Nodushe • Nomadolo • Nomcamba • Nontswabu • Norwood • Nothintsila • Noxova • Nqentsu • Nquba • Nqutyana • Nqwakunqwaku • Ntabantsimbi • Ntakwendlela • Ntendele • Ntengu • Ntenza • Ntibane • Ntilini • Ntlambela • Ntlanjeni • Ntotweni • Ntsaha • Ntsaka • Ntsimbini • Ntsonyini • Ntsundwane • Nxotsheni • Nxukhwebe • Nyandeni NU • Nzamo • Nzondeni • Old Bunting • Polini • Qhankqu • Qhanqeni • Qhokama • Qhunqwana • Qinisa • Qiti • Rainy • Sazinge • Sibangweni • Sidabadabeni • Sidanda • Sigibudu • Sikalweni • Sinwandweni • Sixambuzi • Sizindeni • Sundwane • Tafeni • Taweni • Thekwini • Thembeni • Thuswini • Tonti • Tshani • Tshatshi • Tshisabantu • Tukela • Tungweni • Tyara • Upper Maqanyeni • Upper Matanzima • Vilo • Vinitshi • Wayisi • Wicksdale • Xibeni • Zandukwana • Zele • Zibungu • Zimanzi • Zincukutwini • Zinkumbeni • Zitatele • Zixholosini.